# Experimental rock
Experimental rock, rock experimental sau avant-garde rock este un tip de  muzică bazat pe rockul care experimentează cu tehnicile de interpretare și cu elementele de bază ale genului.

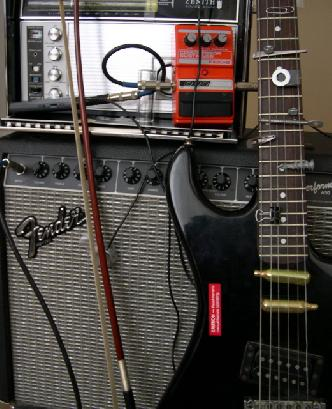
Chitară preparată

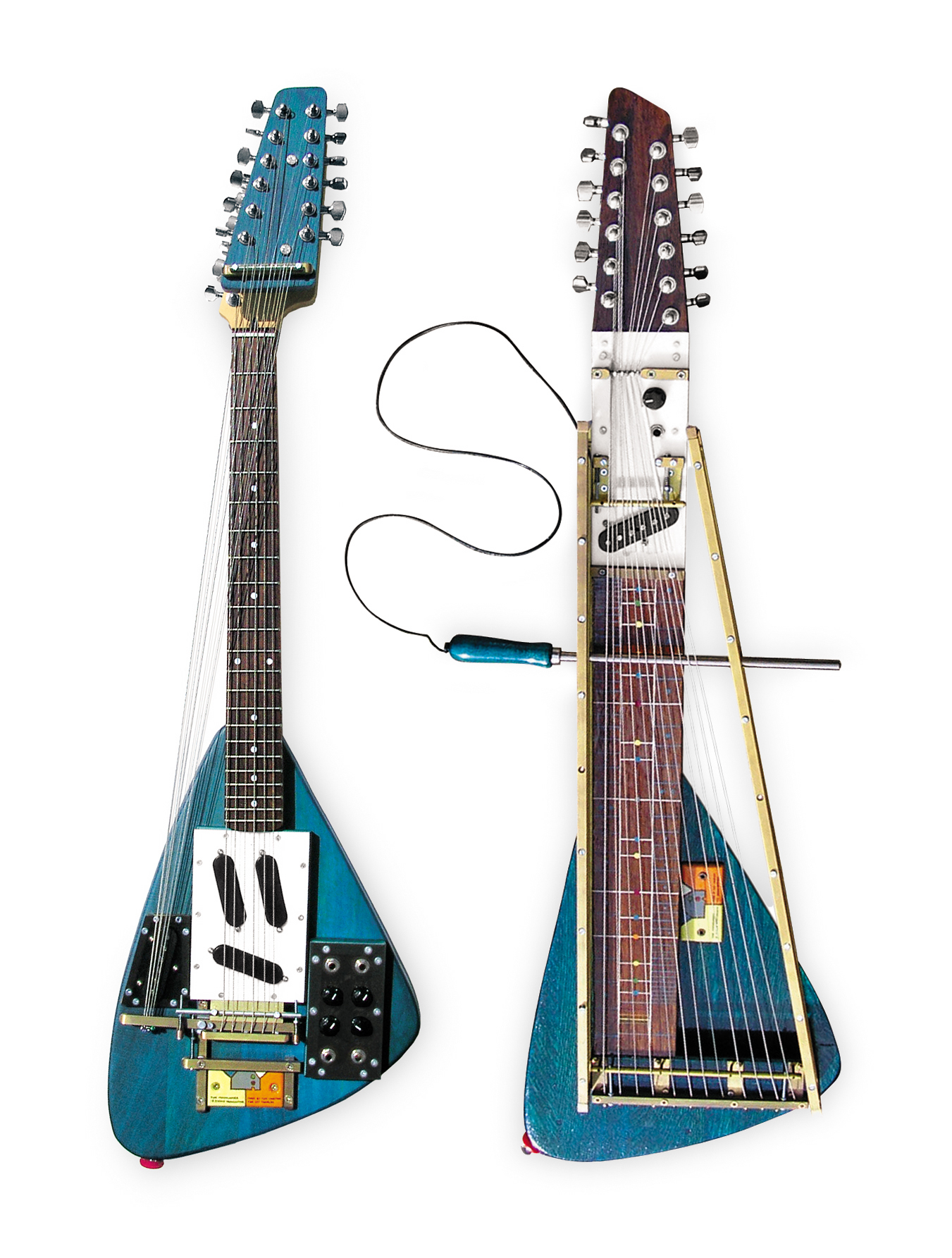
Moonlander & Moodswinger, Iuri Landman